# Shugo Kawahara
Shugo Kawahara (川原 周剛 Kawahara Shugo?), född 14 februari 1980 i Okayama prefektur, är en japansk före detta fotbollsspelare.
Kawahara började sin karriär 2002 i Mitsubishi Mizushima. 2006 flyttade han till Fagiano Okayama. Han avslutade karriären 2010.